# Дженаро Малдарели
Дженàро Малдарèли (на италиански: Gennaro Maldarelli; ок. 1795, Неапол– 20 май 1858, пак там) е италиански художник и преподавател.

## Биография
Дженаро Малдарели е роден в Неапол през 1795 г.
Ученик на Костанцо Анжелини, заедно с други свои приятели академични художници Малдарели образува група от последователи на Винченцо Камучини, ориентирани към стила на Неокласицизма, изследващи древните модели, наблюдавани в галерии и музеи.
Участва с поредица от портрети и рисунки по религиозни и митологични теми, в различни изложби, организирани от кралското семейство Бурбони. През март 1827 г. е назначен като учител с преподаване на принципите в рисуване на фигури в основното училище за художници към Кралския институт за изящни изкуства в Неапол, където през 1844 г. е избран за почетен професор по тази дисциплината на платеното училище.
С помощта на медната гравюра (халкография) Малдарели прави седемдесет рисунки за първите петнадесет печатни издания на Кралския музей, в които изобразява теми, взети от фреските на Помпей и Херкулан, като първо той отпечатва на хартия прочутата мозайка „Битката при Иса“, намерена в Къщата на фавъна в Помпей. По време на Седмия конгрес на италиански учени министър Сантанджело му поръчва да украси салона на новия зоологически кабинет в Неапол, където, употребявайки старата техника енкаустика, представя ангажимента на кралското семейство към изкуството и културата.
Той обучава своя син Федерико и създава от него неокласически художник и скулптор.
Умира в Неапол на 20 май 1858 г. на 63-годишна възраст.

## Картини
- Фреска в Кралския дворец в Казерта
- Фердинанд I
Музей „Каподимонте“
Неапол
- Музикантът Фернандо Себастиани
Консерватория, Неапол